# HD 85512 b
إتش دي 85512 بي (بالإنجليزية: HD 85512 b)‏، الذي يُرمز له بالرمز HD 85512 b، هو كوكب خارج المجموعة الشمسية، وأرض هائلة، في كوكبة الشراع، يتبع HD 85512 ‏.

## الاكتشاف
اكتشف في 17 أغسطس 2011، وكانت طريقة الاكتشاف Doppler spectroscopy.